# 鵜飼資料園
鵜飼資料園（うかいしりょうえん）は、岐阜県岐阜市にある長良川鵜飼に関する資料館である。
宮内庁式部職鵜匠の山下純司が開設した私設資料館で、装束（鵜匠の正装）や鵜舟など長良川鵜飼で実際に使用されている用具を手で触れて見る事が出来る。
また鵜小屋では鵜が放し飼いにしてあり間近で観察する事が出来る。

## 概要
- 開園時間：8:30〜17:00
- 休園日：第2、4日曜日、それ以外の月曜日、12月31日〜1月4日。
- 観覧料：無料

## アクセス
- 岐阜バス「鵜飼屋」下車。上流へ徒歩300m左折。

## 周辺
- 長良川プロムナード
- 長良川
- 長良橋